# Shaun Payne
Pour les articles homonymes, voir Payne.
Pas d'image ? Cliquez ici

a Compétitions nationales et continentales officielles uniquement.

Dernière mise à jour le 10 septembre 2018.
Shaun Payne, est né le 22 février 1972 au Cap (Afrique du Sud), est un joueur de rugby à XV évoluant aux postes de centre, ailier ou arrière (1,83 m et 96 kg). 

## Carrière
- 1996-1999 : Sharks/Natal
- 1999-2003 : Swansea RFC
- 2003-2008 : Munster

Il joue avec la province du Munster en Coupe d'Europe et en Celtic league.
En 2005, il est sélectionné en équipe d'Irlande pour disputer le Tournoi des Six Nations, mais ne dispute finalement aucun match.

## Palmarès
- Vainqueur de la Coupe d'Europe :  2006